# João (mestre dos soldados da Armênia)
João (em latim: Ioannes) foi um oficial bizantino do século VI, ativo durante o reinado do imperador Justino II (r. 567–578). Aparece nas fontes em 573, quando era mestre dos soldados da Armênia e reuniu um exército para auxiliar Marciano contra os sassânidas na guerra em curso. Talvez deve ser o sucessor de Justiniano neste posto após sua demissão.